# Plácido de Jesús
Plácido Camino Fernández (Laguna de Negrillos, 6 de mayo de 1890-Alcázar de San Juan, 26 de julio de 1936), más conocido por su nombre religioso Plácido de Jesús, fue un sacerdote católico español, religioso de la Orden de la Santísima Trinidad, fusilado por el Bando republicano, durante la Guerra Civil de España (1934-1936). Considerado mártir por la Iglesia católica, fue beatificado por el papa Francisco el 13 de octubre de 2013.

## Biografía
Plácido Camino Fernández nació en Laguna de Negrillos León-España), el 6 de mayo de 1890, en el seno de una familia de profundos valores cristianos. Sus padres fueron Miguel Camino y María Fernández. Ingresó a la Orden de la Santísima Trinidad, en el convento de Alcázar de San Juan. Profesó sus votos el 20 de octubre de 1906, tomando el nombre de Plácido de Jesús, su maestro fue Hermenegildo de la Asunción, también venerado como beato en la Iglesia católica. Profesó los votos solemnes el 7 de noviembre de 1909 en el convento de Gracia, en Córdoba. Trasladado a Roma, al convento de San Carlo alle Quattro Fontane, estudió en la Pontificia Universidad Gregoriana. Finalmente, fue ordenado sacerdote por José Ceppetelli, patriarca de Constantinopla, en la Basílica de San Juan de Letrán, el 8 de abril de 1916. Desempeñó su ministerio como profesor de filosofía en los conventos de la Bien Aparecida y Córdoba. Aquí lo fue igualmente de teología y maestro de estudiantes. Trasladado a Alcázar en 1925, fue nombrado director del colegio.
Cuando estalló la Guerra Civil de España y, al interno de esta, la persecución contra la Iglesia católica, fue martirizado el 26 de julio de 1936, cuando milicianos del bando republicano le fusilaron junto a otros cinco compañeros trinitarios: Hermenegildo de la Asunción, Buenaventura de Santa Catalina, Francisco de San Lorenzo, Antonio de Jesús y María y Esteban de San José.

## Culto
La fama de santidad de los mártires de Alcázar de San Juan se extendió en dicha población y entre los religiosos trinitarios. En 1993, se introdujo la causa para su beatificación. El papa Benedicto XVI, el 28 de julio de 2012, firmó el decreto de martirio con el que Plácido de Jesús y sus compañeros fueron elevados a los altares.
La ceremonia de beatificación se llevó a cabo el 13 de noviembre de 2013, durante el pontificado del papa Francisco, presidida por el cardenal Angelo Amato, prefecto de la Congregación para las Causas de los Santos, en la ciudad de Tarragona. En ella se elevó a los altares a 522 mártires de España del siglo XX. Su fiesta se celebra el 6 de noviembre y sus reliquias se veneran en la iglesia de la Santísima Trinidad de Alcázar de San Juan.